# Focuri
Focuri es una comuna ubicada en el distrito de Iași, Rumania.

## Superficie
Cuenta con una superficie de 49,79 kilómetros cuadrados.

## Demografía
Hasta 2021 la población era de 3729 habitantes, con una densidad de población de 74,89 habitantes por kilómetro cuadrado.